# Pagan (Myanmar)
Bagan, dříve Pagan, či též Pugam je starověké město v Myanmaru (Barmě), blízko řeky Iravádí, asi 178 km jihozápadně od města Mandalaj.
Bagan je dnešní standardní výslovnost barmského slova "pugan" (ပုဂံ), odvozená ze starého barmského jména Pukam (ပု ကမ်). Jeho klasický název v páli (tzv. středo-indoárijský prákrt) je Arimaddanapura (အ ရိ မဒ် ဒ နာ ပူ ရ, osvícené „město, které šlape po nepřátelích“). Jeho jiná jména v páli odkazují na místní extrémní suché klimatické pásmo: Tattadesa (တတ် တ ဒ သေ, „vyprahlá země“) a Tampadīpa (တမ် ပ ဒီ ပ, „bronzová země“). Myanmarské kroniky také uvádějí další klasická jména Thiri Pyissaya (သီရိ ပစ် စ ယာ; páli: Siripaccaya) a Tampawaddy (တမ် ပ ဝတီ; páli: Tampavatī).

## Historie
V 9.-13. století byl Pagan hlavním městem Pugamské říše. V této době zde bylo postaveno přes 10 000 buddhistických chrámů, z nichž 2200 přežilo do současnosti. Většina z nich je cihlových. Chrámy jsou dvojího druhu, buď tzv. stupy se zvoncovitými věžemi, nebo chrámy stupňovité (tzv. gu). Ve třech stovkách z těchto chrámů se nacházejí unikátní nástěnné malby. Právě soustava chrámů, původně na ploše 42 kilometrů čtverečních, dělá z města hlavní turistické lákadlo Barmy. Inspirací ke stavbám byla teravadská verze buddhismu, jíž si osvojil král Anawrahta. Podle starých barmských kronik bylo město založeno ve 2. století, avšak pravděpodobně se to stalo později. Mezi 14. až 18. stoletím je lidé zcela opustili, mělo pověst místa, kde straší duchové (naty) a místní do něj raději vůbec nechodili. Znovu ho osídlili až Britové.

## Geografie
Město leží v seismicky aktivní oblasti a bylo několikrát zemětřesením poškozeno (to z roku 1975 dosahovalo 8 stupňů Richterovy škály). Naposledy bylo silněji zasaženo v roce 2016, tehdy otřesy dosáhly síly 6,8 stupně RŠ. Unikátní archeologický areál usiloval dlouhou dobu o zápis na seznam světového dědictví UNESCO, čemuž však patrně nejvíce bránily některé kritizované rekonstrukční zásahy z 90. let 20. století, kdy bylo k obnově poničených chrámů použito novodobých materiálů či byla postavena dvousetmetrová rozhledna pro turisty. Mezi památky světového kulturního dědictví byl Pagan konečně zapsán v roce 2019.
Ve městě je i muzeum, které uchovává kámen s nejstarším vytesaným nápisem v Barmě (tzv. mjazedi).
Nedaleko města se nachází vyhaslá sopka Popa která je vyhlášeným poutním místem.
Odhady počtu obyvatel historického města se značně rozcházejí, v době největší slávy mohlo mít mezi 50 000 - 200 000 obyvateli.

## Fotogalerie

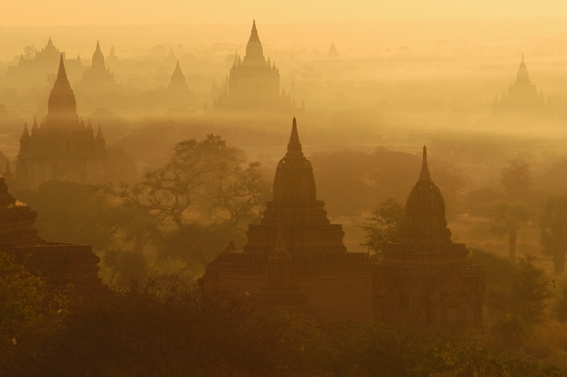
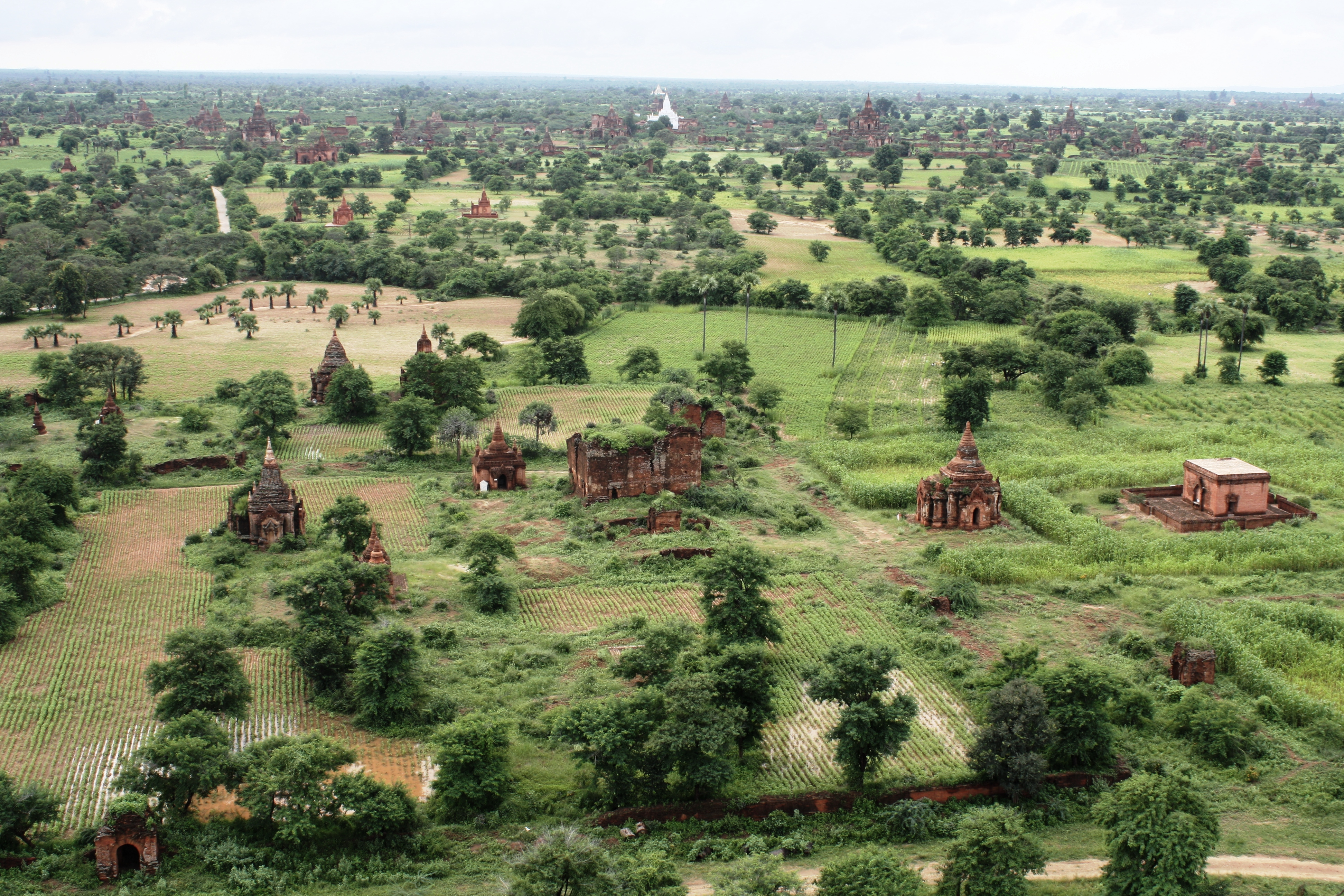
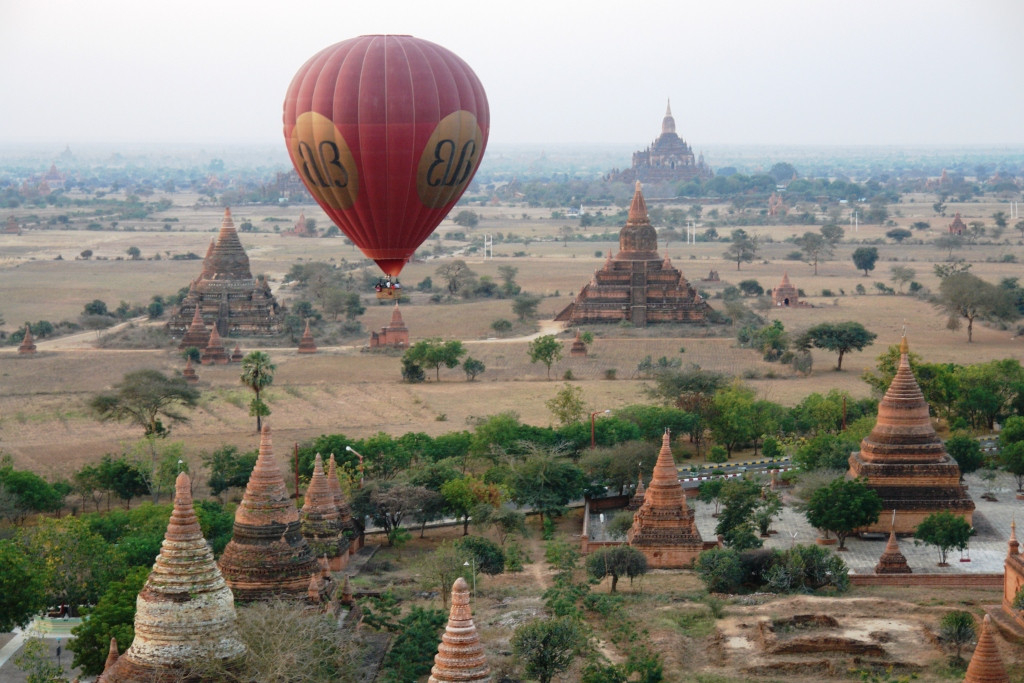
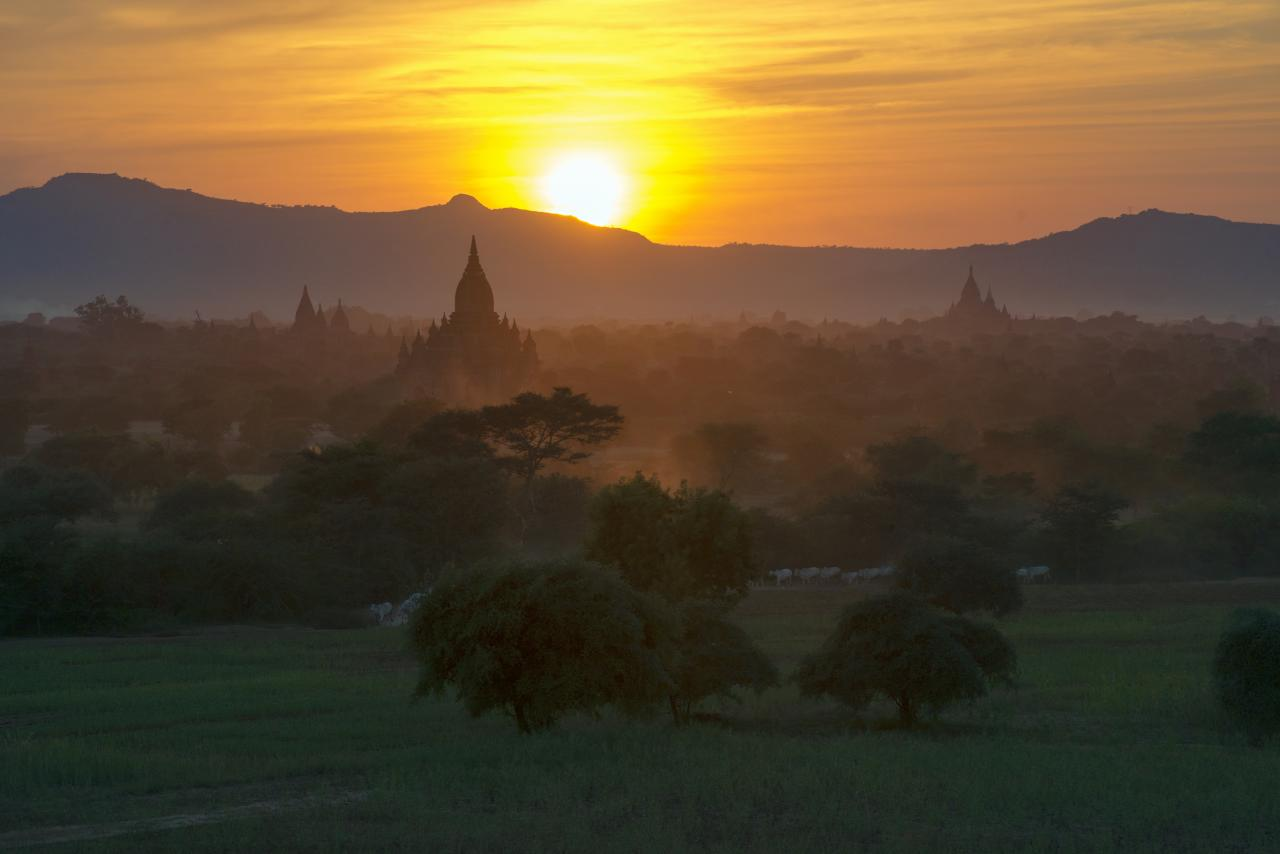
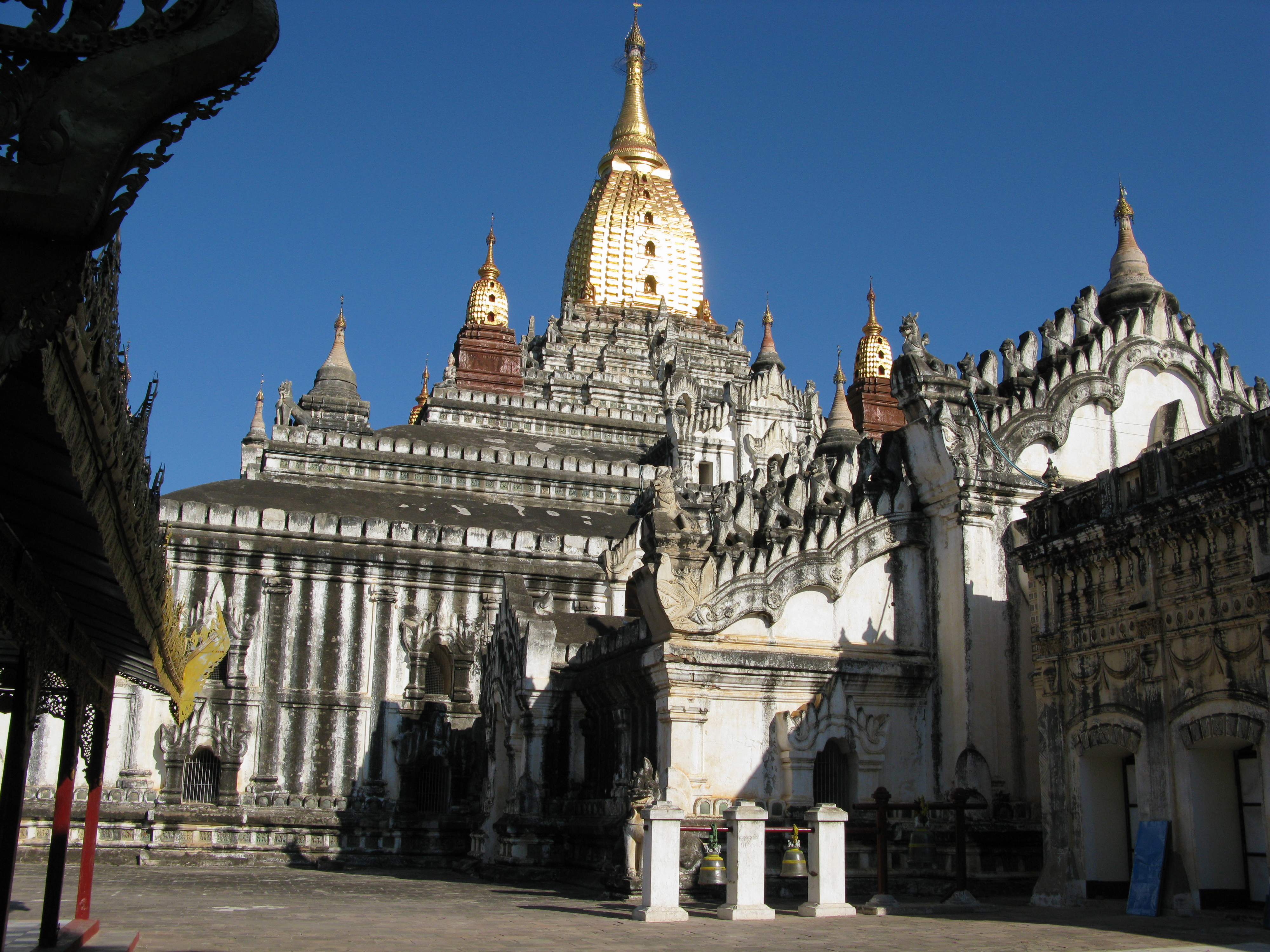
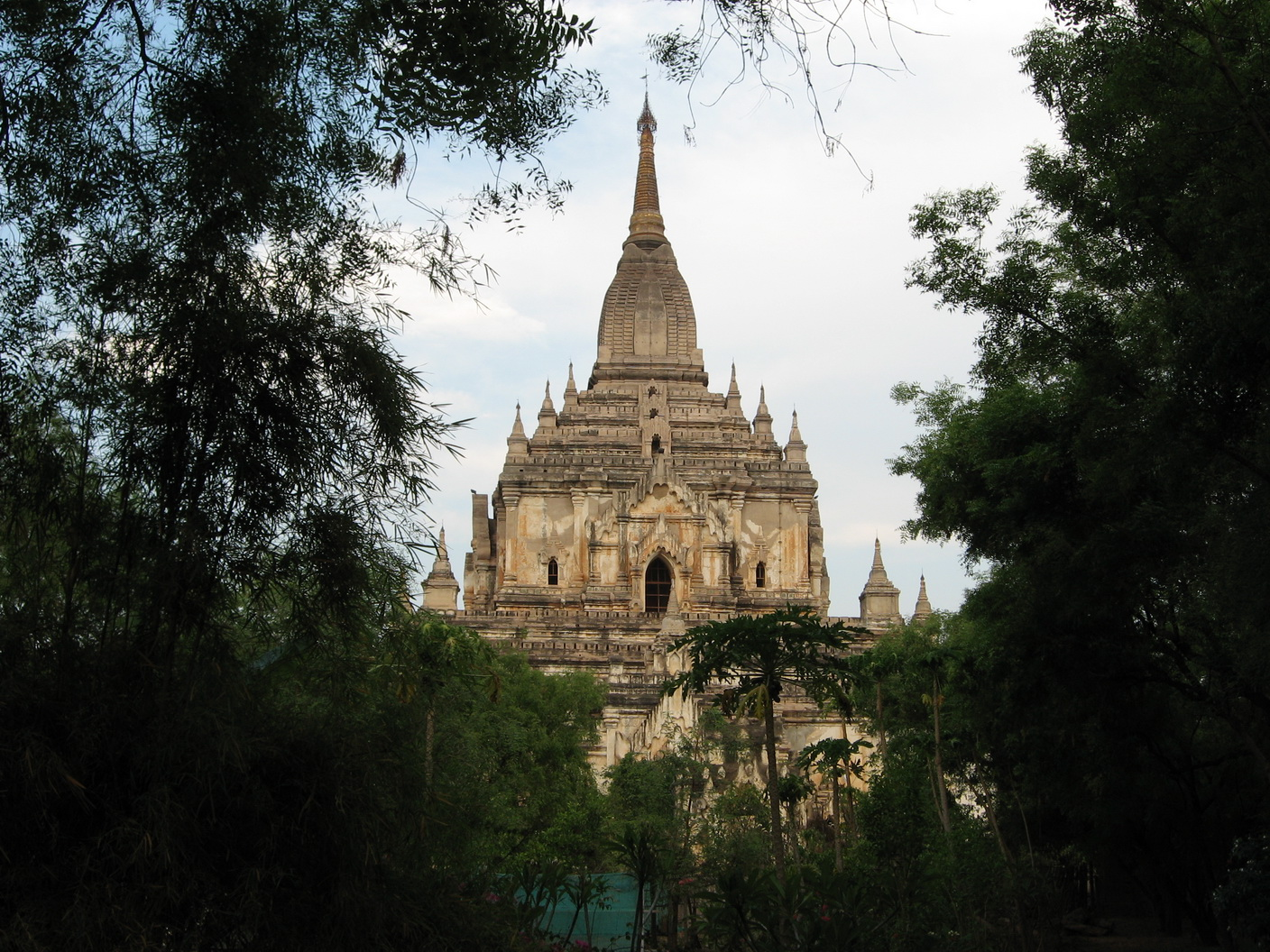
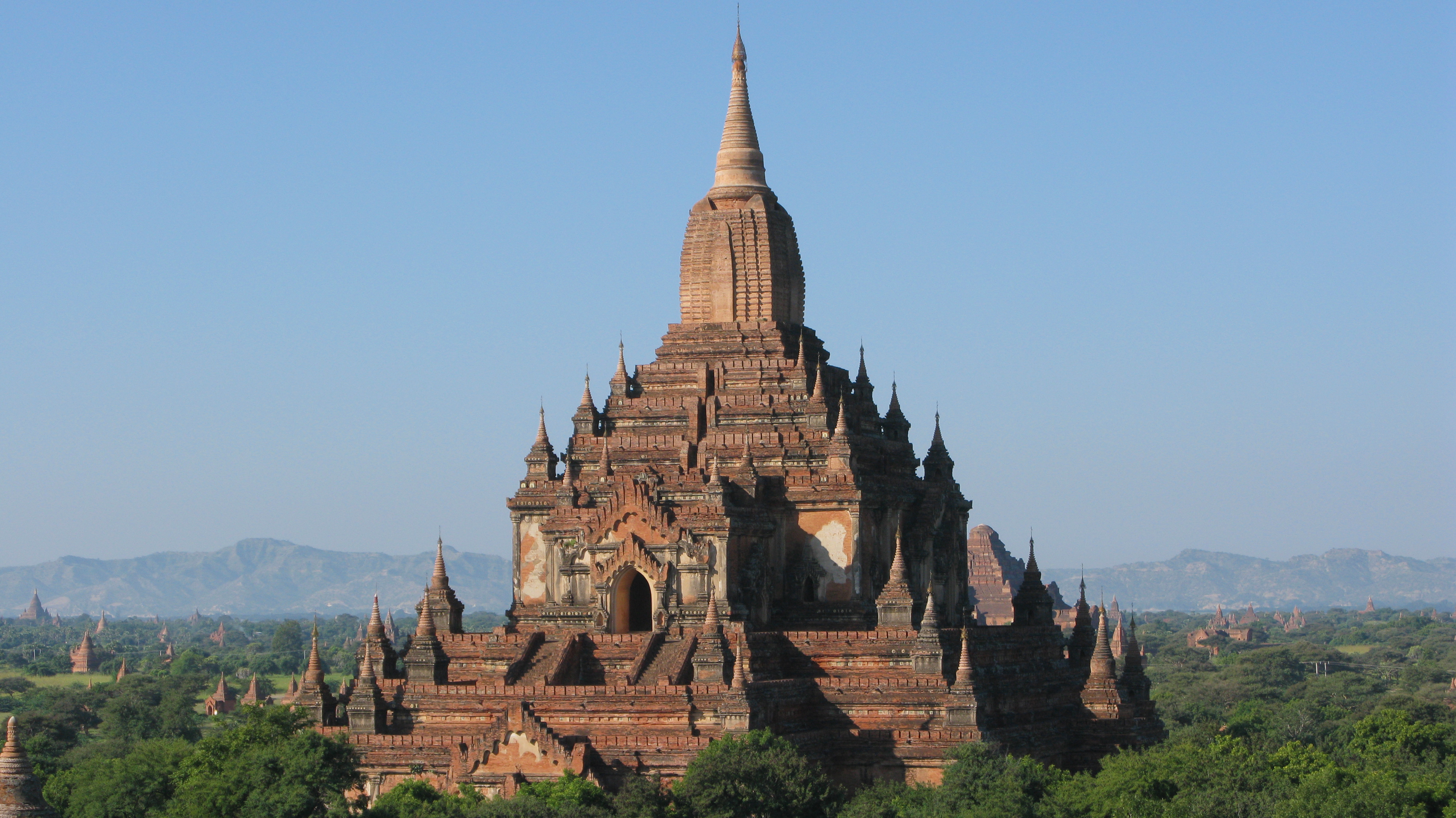
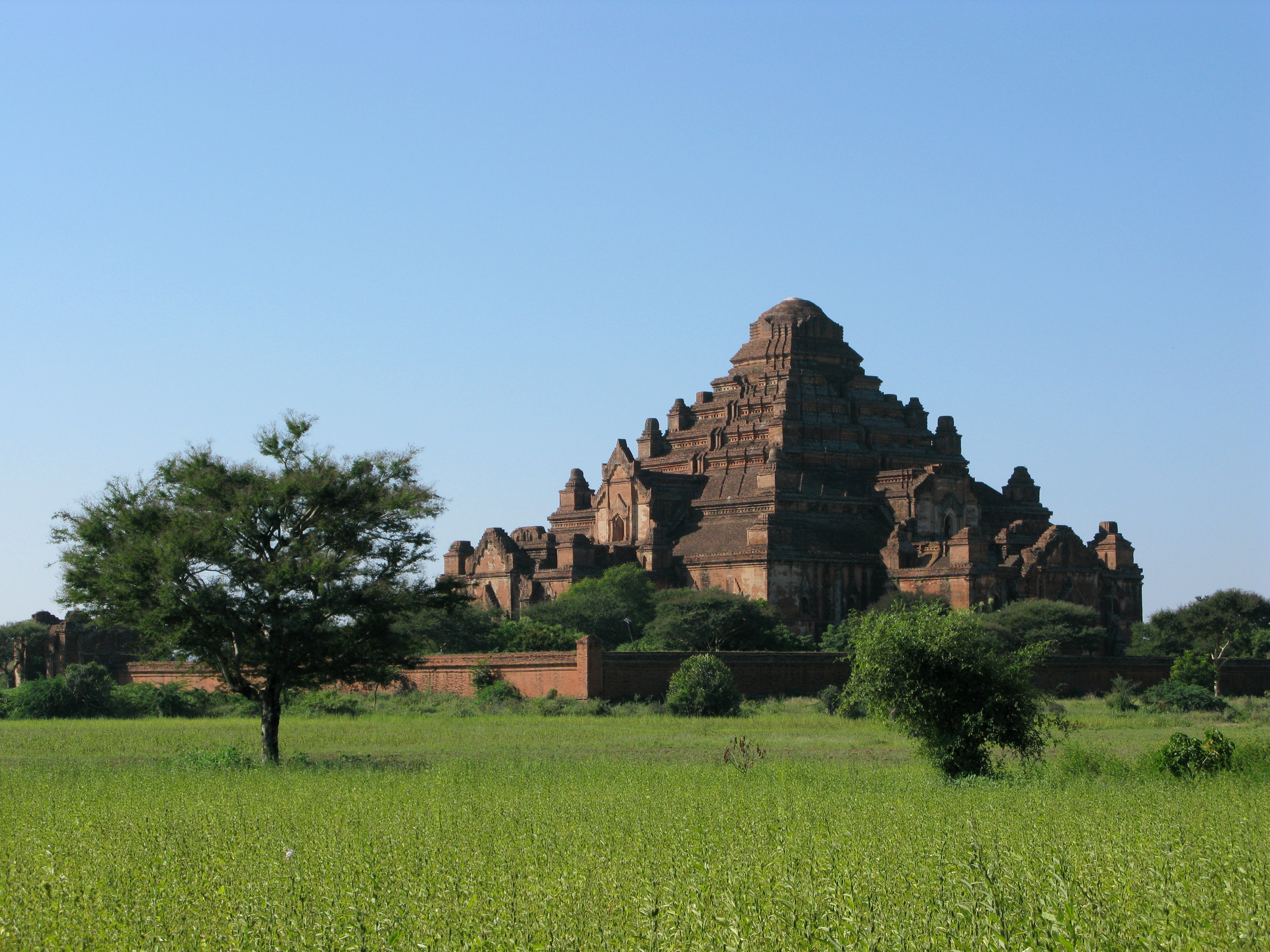
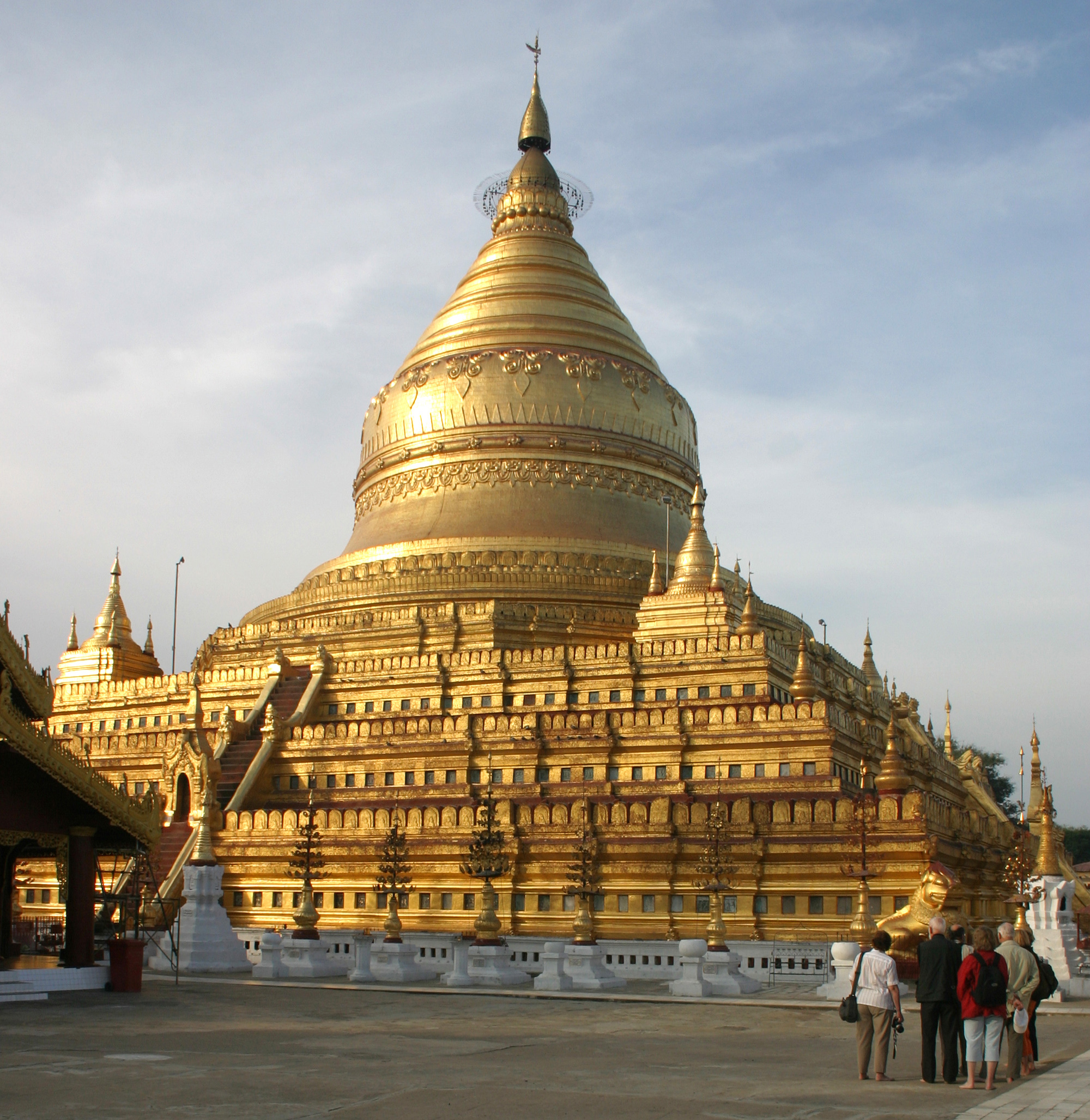